# بوسکن
بوسکن (به عربی: بوسکن) یک شهرداری در الجزایر است که در استان مدیه واقع شده‌است. بوسکن ۱۳٬۳۰۲ نفر جمعیت دارد.